# Philaenus nigritus
Philaenus nigritus är en insektsart som först beskrevs av Matsumura 1911.  Philaenus nigritus ingår i släktet Philaenus och familjen spottstritar. Inga underarter finns listade i Catalogue of Life.